# Koenraad Elst
Pour les articles homonymes, voir Elst.
Koenraad Elst (né à Louvain le 7 août 1959) est un essayiste belge spécialisé dans le domaine de l'hindouisme. Il a étudié la philosophie, la sinologie et la culture Indo-Iranienne à Louvain, où il a terminé sa thèse de doctorat en 1998. Il est principalement connu pour ses écrits soutenant la théorie Out of India, une théorie minoritaire et controversée qui suggère que la famille des langues indo-européennes serait originaire de l'Inde. 

## Idées
Dans deux livres, Update on the Aryan Invasion Debate (1999) et Asterisk in Bhāropīyasthān (2007), Elst a soutenu la thèse dite Out of India, une théorie minoritaire qui s'oppose au point de vue académique accepté selon lequel les migrations indo-aryennes, lors du deuxième millénaire avant notre ère, ont apporté les langues indo-européennes avec elles en Inde. Elst soutient que cette migration a eu lieu dans l'autre sens et que les Aryens indigènes en Inde ont migré hors de l'Inde et ont apporté les langues indo-européennes vers l'Orient et l'Europe. Elst est l'un des rares partisans de cette théorie qui utilise la paleolinguistique à l'appui de cette théorie. La théorie Out of India est considérée comme une vue extrême concernant l'origine de la famille des langues indo-européennes et Elst est jugé comme étant l'un de ses principaux partisans,.
Pendant un séjour à l'université hindoue de Bénares (« Benares Hindu University »), il a écrit son premier livre sur le conflit de Ayodhya.
Il exerce sur le contenu factuel de l'islam une critique de type rationaliste et dénonce ce qu'il considère comme le fanatisme de cette religion, notamment dans ses rapports avec l'hindouisme. Ayant cessé de croire au contenu factuel de la foi chrétienne, il estime que les missionnaires chrétiens en Inde, dans la mesure où leur action ne se limite pas à un travail purement social, introduisent des tensions communautaires préjudiciables à la société indienne.

## Ses vues sur Gandhi
Dans un article sur les lettres de Gandhi à Hitler (dont la première est datée du 23 juillet 1939), Koenraad Elst estime d'une part que les admirateurs de Gandhi ont tendance à passer sous silence ces lettres où Gandhi demande « amicalement » à Hitler d'épargner au monde un conflit qui risque de réduire l'humanité à l'état sauvage, et que, d'autre part, les détracteurs de Gandhi aiment citer ces lettres comme une preuve de la naïveté et de l'irréalisme de la non-violence.
Il donne comme exemple de ces détracteurs la femme de lettres flamande Kristien Hemmerechts qui écrivait dans le journal De Morgen : « En d’autres mots, Gandhi était un idiot naïf qui tentait en vain de vendre sa non-violence comme panacée au Führer ».

## Publications
- Dr. Ambedkar - A True Aryan (1993)
- Ayodhya, The Finale - Science versus Secularism the Excavations Debate (2003)  (ISBN 81-85990-77-8)
- Ayodhya: The Case Against the Temple (2002)  (ISBN 81-85990-75-1)
- Ayodhya and After: Issues Before Hindu Society (1991)
- BJP vis-à-vis Hindu Resurgence (1997)  (ISBN 81-85990-47-6)
- Decolonizing the Hindu Mind - Ideological Development of Hindu Revivalism Rupa, Delhi (2001)  (ISBN 81-7167-519-0)
- The Demographic Siege (1997)  (ISBN 81-85990-50-6)
- Indigenous Indians: Agastya to Ambedkar, Voice of India (1993)
- Gandhi and Godse - A review and a critique  (ISBN 81-85990-71-9) Tr. fr. « Pourquoi j'ai tué Gandhi »; examen et critique de la défense de Nathuram Godse, Paris, Les Belles Lettres, 2007.  (ISBN 978-2-251-72012-8)
- Negationism in India - Concealing the Record of Islam (1992)  (ISBN 81-85990-01-8)
- Psychology of Prophetism - A Secular Look at the Bible (1993)  (ISBN 81-85990-00-X)
- Ram Janmabhoomi vs. Babri Masjid. A Case Study in Hindu-Muslim Conflict. Voice of India, Delhi 1990.
- The Saffron Swastika|The Saffron Swastika - The Notion of Hindu Fascism. (2001)  (ISBN 81-85990-69-7)
- Update on the Aryan Invasion Debate Aditya Prakashan (1999)  (ISBN 81-86471-77-4)
- Who is a Hindu? (2001)   (ISBN 81-85990-74-3)

- Linguistic Aspects of the Aryan Non-Invasion Theory, In Edwin Bryant and Laurie L. Patton (editors) (2005). Indo-Aryan Controversy: Evidence and Inference in Indian History. Routledge/Curzon.  (ISBN 0-7007-1463-4).
- Postcript to Daniel Pipes: The Rushdie Affair: The Novel, the Ayatollah, and the West (1990), Transaction Publishers, paperback (2003)  (ISBN 0-7658-0996-6)
- Gujarat After Godhra : Real Violence, Selective Outrage/edited by Ramesh N. Rao and Koenraad Elst. New Delhi, Har-Anand Pub., 2003, 248 p.,  (ISBN 81-241-0917-6).
- “The Ayodhya demolition: an evaluation”, in Dasgupta, S., et al.: The Ayodhya Reference, q.v., p. 123-154.
- “The Ayodhya debate”, in Pollet, G., ed.: Indian Epic Values. Râmâyana and Its Impact, Peeters, Leuven 1995, q.v., p. 21-42. BJP Hindu Resurgence. Voice of India, Delhi 1997.
- India's Only Communalist: In Commemoration of Sita Ram Goel (edited by Koenraad Elst, 2005)  (ISBN 81-85990-78-6)